# 越後川口橋
越後川口橋（えちごかわぐちばし）は、新潟県長岡市西川口の信濃川に架かる東日本高速道路（NEXCO東日本）の関越自動車道（関越自動車道新潟線）の橋長500 m（メートル）の桁橋。堀之内IC - 越後川口IC間に位置する。

## 概要
- 形式 - 鋼3径間および4径間連続箱桁橋
- 橋格 - 1等橋 (TL-20, TT-43)
- 橋長 - 500.000 m
  - 支間割 - ( 93.000 m+86.000 m+79.000 m) + ( 64.500 m+64.500 m+57.000 m+53.500 m )
- 幅員
  - 総幅員 - 24.400 m
  - 有効幅員 - 10.000 m×2
  - 車道 - 10.000 m×2
- 総鋼重 - 4731.960 t
- 床版 - 鉄筋コンクリート
- 施工 - 三菱重工業・東京鐵骨橋梁[注釈 1]共同企業体
- 架設工法 - 手延べ送出し工法・自走クレーンベント工法・引出し工法（エレクショントラス）

## 歴史
1982年（昭和57年）12月2日に本橋を含む魚沼IC - 越後川口ICが完成4車線で開通した。
2004年（平成16年）10月23日の新潟県中越地震では本橋も支承が損傷を受けて、同年11月5日小出IC - 長岡ICが暫定2車線で仮復旧し、2005年（平成17年）12月26日にようやく六日町IC - 長岡ICが復旧した。